# My First Summer in the Sierra
My First Summer in the Sierra (Nederlands: Mijn eerste zomer in de Sierra) is een reisverslag van de Amerikaanse natuurvorser en schrijver John Muir. Het werd in 1911 bij Houghton Mifflin uitgegeven en is gebaseerd op de ervaringen van de auteur in de Sierra Nevada, in de buurt van de Yosemite, in de zomer van 1869. My First Summer bevat illustraties die Muir ter plaatse maakte.

## Inhoud
My First Summer in the Sierra is een bewerking van de dagboeken die John Muir tijdens zijn bezoek aan de regio rond de Yosemite bijhield. Zowel de chronologie als veel van de oorspronkelijke beschouwingen zijn behouden. Van dag tot dag beschrijft Muir zijn belevenissen.

We are now in the mountains and they are in us, kindling enthusiasm, making every nerve quiver, filling every pore and cell of us. Our flesh-and-bone tabernacle seems transparent as glass to the beauty about us, as if truly an inseparable part of it, thrilling with the air and trees, streams and rocks, in the waves of the sun,—a part of all nature, neither old nor young, sick nor well, but immortal. [...] How glorious a conversion, so complete and wholesome it is, scarce memory enough of old bondage days left as a standpoint to view it from! In this newness of life we seem to have been so always.
— John Muir

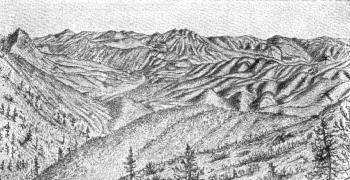
Horseshoe Bend, Merced River.

In het eerste hoofdstuk, "Through the Foothills with a Flock of Sheep", vertelt Muir dat hij werd aangenomen door de eigenaar van een kudde schapen, om diens schaapherder te vergezellen in de Sierra Nevada. Voor Muir is het vooral een kans om de bergen en natuur in de Sierra beter te leren kennen. Delaney, de eigenaar van de schapen, gaat ermee akkoord dat Muir hoofdzakelijk de natuur observeert en schetsen en notities maakt. Op 3 juni 1869 verlaten Muir, de herders en de schapen de Central Valley van Californië en trekken ze de bergen in. Het tweede hoofdstuk, "In Camp on the North Fork of the Merced", vangt aan met hun aankomst in de vallei van de Merced, waar ze hun eerste tijdelijke kamp opzetten. Muir vult zijn dagen met wandelingen in de omgeving. Zijn beschrijvingen van de lokale fauna en flora, maar ook van de bergen, valleien en maden, zijn een constante in My First Summer. De schrijver toont steeds grote bewondering voor de natuur en het landschap, maar beschrijft zijn onderwerpen ook gedetailleerd.
In "A Bread Famine", het derde hoofdstuk, ervaren de herders een voedseltekort, doordat de levering van hun proviand op zich laat wachten. In dat korte hoofdstukje weidt Muir uit over hoe afhankelijk de mens is van voedsel en hoe weinig redzaam hij in de wildernis is. Uiteindelijk bereikt Delaney de herders op 7 juli met de proviand. In hoofdstukken vier en vijf, "To the High Mountains" en "The Yosemite", beschrijft Muir de tocht met de schapen naar het hooggebergte van Yosemite. Ze trekken langzaam oostwaarts langs de Mono Trail tot aan de bergkam die de oostelijke rand vormt van het Yosemite-bekken. Op 17 juli zetten de herders een kamp op waar ze een aantal weken zullen blijven. Muir maakt van de gelegenheid gebruik om de omgeving uitgebreid te verkennen en de dieren te observeren en beschrijven. In het zesde hoofdstuk, "Mount Hoffman and Lake Tenaya", vertelt hij over zijn tocht naar Mount Hoffmann.
In "A Strange Appearance" 'voelt' Muir plots dat zijn vriend, professor J.D. Butler, zich in de vallei bevindt. Hij daalt snel af en treft zijn vriend daar inderdaad aan. Muir blijft een dag in de vallei. De andere natuur verrast hem in de positieve zin, maar het verblijf tussen de toeristen ligt hem duidelijk niet zo. De dag erna keert Muir terug naar de kudde.

Found Professor Butler as the compass-needle finds the pole. So last evening's telepathy, transcendental revelation, or whatever else it may be called, was true;
— John Muir

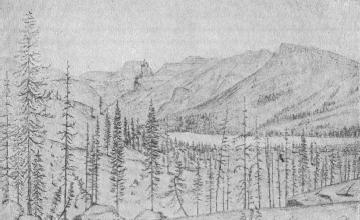
Muirs schets van het uitzicht op Tenaya Lake en Cathedral Peak.

Muir zegt het kamp in de sparrenbossen vaarwel in het achtste hoofdstuk, "The Mono Trail", en vervolgt zijn weg langs het gelijknamige pad. Hij maakt verschillende excursies, zoals naar Mono Lake via de Bloody Canyon-bergpas in hoofdstuk 9 "Bloody Cañon and Mono Lake". In "The Tuolumne Camp" beschrijft Muir zijn verblijf in het kamp, met alleen de herdershond Carlo als gezelschap, omdat Delaney naar de Smith Ranch gegaan is. Voor Muir is er geen sprake van eenzaamheid:

Felt not a trace of loneliness while he was gone. On the contrary, I never enjoyed grander company. The whole wilderness seemed to be alive and familiar, full of humanity. The very stones seem talkative, sympathetic, brotherly.
— John Muir

Wetende dat zijn tijd in de Sierra Nevada er bijna opzit – Delaney wil de schapen terug naar de vallei brengen – plant Muir nog een paar excursies in het hooggebergte. Zo verkent hij op 7 en 8 september de omgeving van Cathedral Peak. De dag erna beginnen Muir, Delaney en de kudde aan de afdaling. Muirs laatste hoofdstuk, "Back to the Lowlands", en zijn reisbeschrijving eindigen op 22 september 1869, nadat de kudde aangekomen is op de ranch in de San Joaquin Valley en de schapen geteld zijn. Muir eindigt met de wens de High Sierra zo snel mogelijk terug te zien.

## Ontvangst en betekenis
Het boek werd goed ontvangen bij publicatie. Een recensent voor The New York Times prees het boek als wijs en aangenaam. In de recensie werd het boek bovendien positief beoordeeld omdat het niet sentimenteel geschreven is. De San Francisco Call vond My First Summer dan weer "delightfully personal".
My First Summer wordt door laat 20e-eeuwse en vroeg 21e-eeuwse beoefenaars van ecocriticism erkend als een werk van enig belang. Michel Le Bris, die het voorwoord schreef voor de Franse editie, noemt het "ongetwijfeld een van de mooiste boeken ooit geschreven over de schoonheid van de wereld". In Nature Writing: The Pastoral Impulse in America (2002) karakteriseert onderzoeker Don Scheese My First Summer als Muirs meest biografische werk en hetgene waarin de spanningen in zijn denken het meest naar voren komen, meer bepaald die tussen wildernis en beschaving en tussen geloof en darwinisme. Het werk legt ook Muirs ongemakkelijke houding tegenover de Californische indianen bloot.
My First Summer is onder andere vertaald in het Frans, Spaans, Japans, Chinees en Zweeds. Het werk is niet in het Nederlands vertaald.